# 2016年亞足聯U-19錦標賽
2016年亞足聯U-19錦標賽為第 39 屆亞足聯U-19錦標賽，2015年6月3日亞足聯宣布由巴林取得該屆賽事的主辦權。前四名球隊將取得2017年國際足協U-20世界盃的參賽資格。由于韩国是2017世青赛东道主，若韩国获得了前四名，半準決賽成績最好的球队获得另外一个名额。

## 場館
| 里法             | 里法伊薩城2016年亞足聯U-19錦標賽 (巴林) | 伊薩城             |
| 巴林國家體育場   | 里法伊薩城2016年亞足聯U-19錦標賽 (巴林) | 哈里發體育城體育場 |
| 容納人數: 30,000 | 里法伊薩城2016年亞足聯U-19錦標賽 (巴林) | 容納人數: 20,000   |
|                  | 里法伊薩城2016年亞足聯U-19錦標賽 (巴林) |                    |

## 參賽隊伍
- 巴林 (东道主)
- 中國
- 伊朗
- 伊拉克
- 日本
- 沙烏地阿拉伯
- 泰國
- 阿联酋
- 越南
- 葉門

## 抽签分档
抽签于2016年4月30日在巴林麦纳麦进行。